# Marine turque
La marine turque (turc : Türk Deniz Kuvvetleri ou Donanma) est la marine de guerre de la Turquie et représente l'une des cinq composantes des forces armées turques. Elle est depuis la fin de la guerre froide la première force aéronavale au Moyen-Orient, en mer Méditerranée orientale et en mer Noire.
Elle est actuellement[Quand ?]la huitième en rang mondial pour ce qui est du personnel, avec 48 600 personnes actives (ce qui comprend une brigade d'infanterie de marine et des détachements de commandos). En comparaison avec les marines d'Europe, en nombre de tonnes de déplacement de la flotte, la marine turque aurait le 4e rang avec 258 948 tonnes et classée comme marine de quatrième rang derrière la US Navy, la Royal Navy et la Marine nationale française (selon la méthode des rangs d'Hervé Coutau-Bégarie).
En 2020, la marine turque dispose encore d'une part significative de bâtiments de surface qui sont relativement âgés, mais faisant toutefois l'objet de constantes modernisations et mises à jour. La Donanma est en cours de refonte par la mise en service régulière de nouveaux bâtiments,,.

## Historique

### Les origines
La première flotte de la marine turque, qui se composait de 33 bateaux à voile et de 17 navires[pas clair], a été créé dans le port d'Izmir par Çaka Bey en 1081.

### Durant l'Empire
L'Empire ottoman, à partir du XIVe siècle, se dote de forces navales capables de mener des expéditions au-delà des Détroits. Du XVe au milieu du XVIIIe siècle, la marine ottomane domine la Méditerranée orientale et la mer Noire. Au XVIe siècle, elle mène également plusieurs expéditions dans l'océan Indien contre les Portugais. Cette puissance est éclipsée, malgré des efforts de modernisation, pendant la période du déclin de l'Empire.
Au cours de sa longue existence, la marine ottomane a été impliquée dans de nombreux conflits et a signé un certain nombre de traités maritimes. Il a joué un rôle décisif dans la conquête de Constantinople et l'expansion ultérieure dans la Méditerranée et la mer Noire. À son apogée au XVIe siècle, la marine s'étendit jusqu'à l'océan Indien et opéra jusqu'à l'Atlantique. À la mesure du déclin et de la modernisation de l'empire à la fin du XVIIIe siècle, la marine ottomane stagne, tout en restant parmi les plus importantes du monde.
Pendant une grande partie de son histoire, la marine a été dirigée par le Kapudan Pacha (grand amiral; littéralement «capitaine Pacha»); ce poste a été aboli en 1867, lorsqu'il a été remplacé par le ministre de la Marine ( turc : Bahriye Nazırı  ) et un certain nombre de commandants de flotte ( turc : Donanma Komutanları ).
Après la fin de l'Empire ottoman et la déclaration de la république de Turquie en 1923, la tradition de la marine s'est poursuivie sous les forces navales turques modernes .

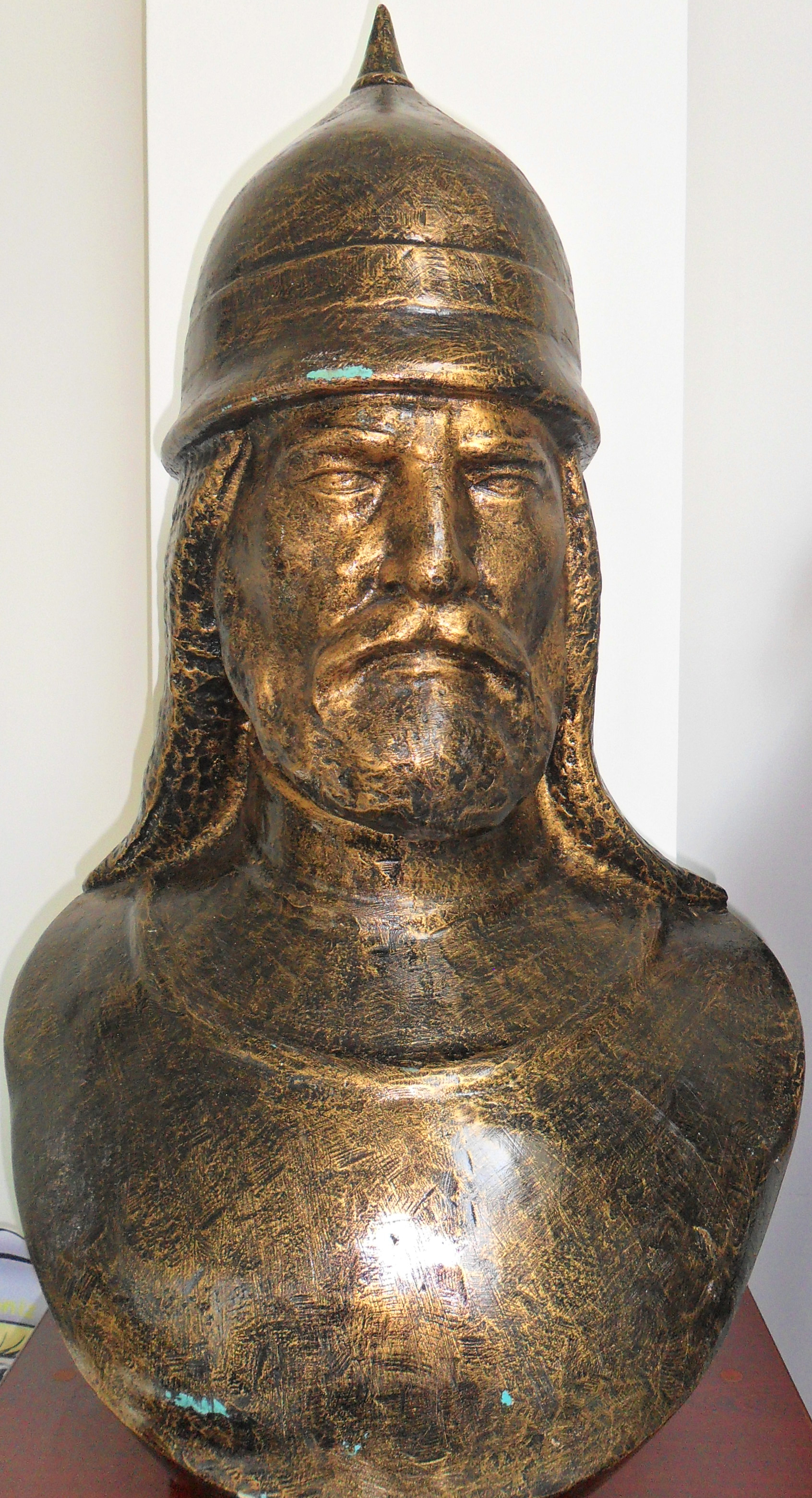
Zachas
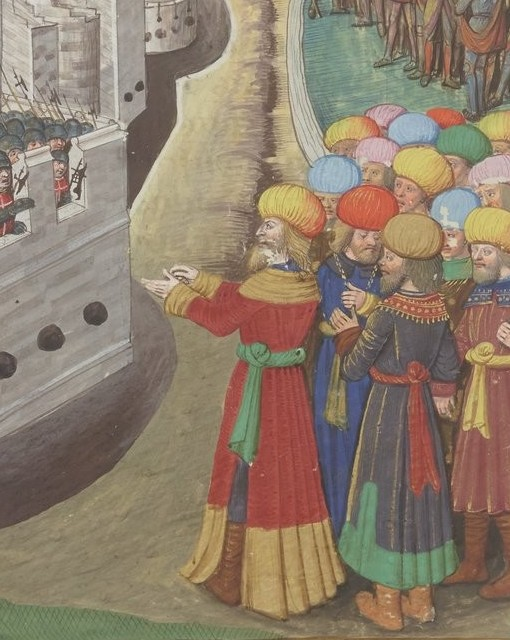
Mesih Pacha
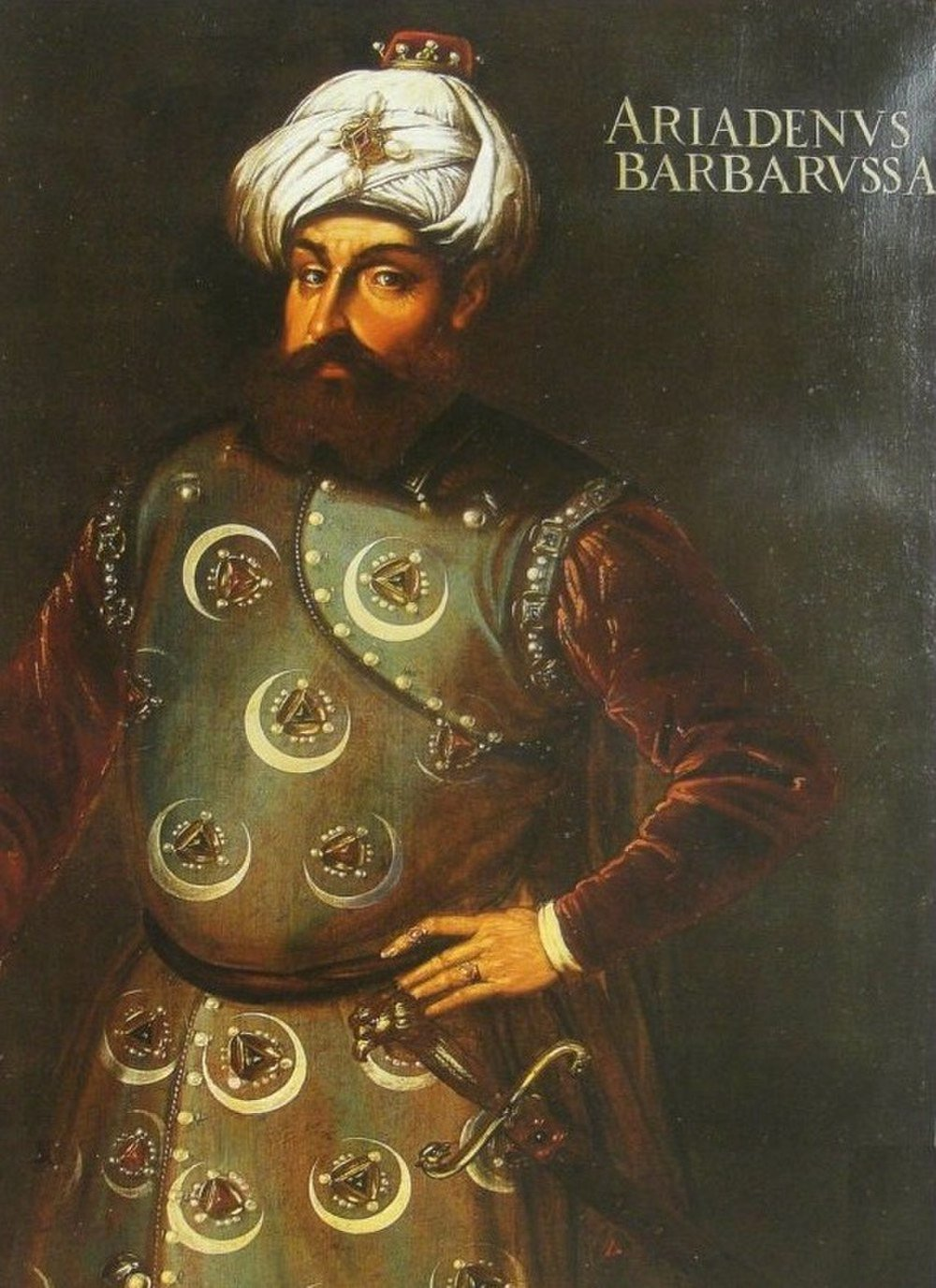
Khayr ad-Din Barberousse
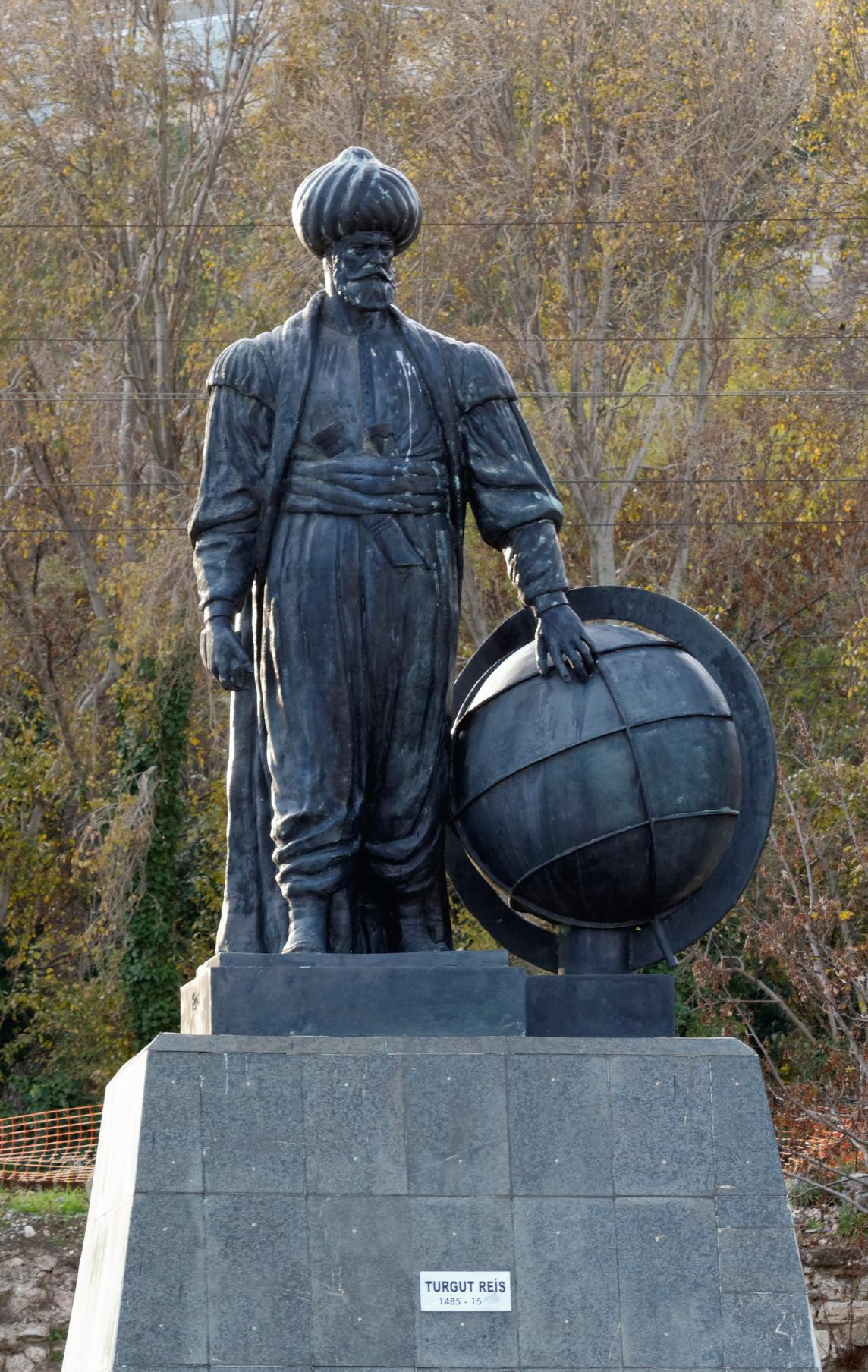
Turgut Reis
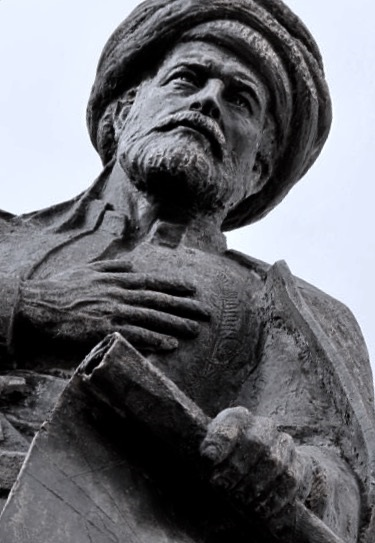
Piri Reis
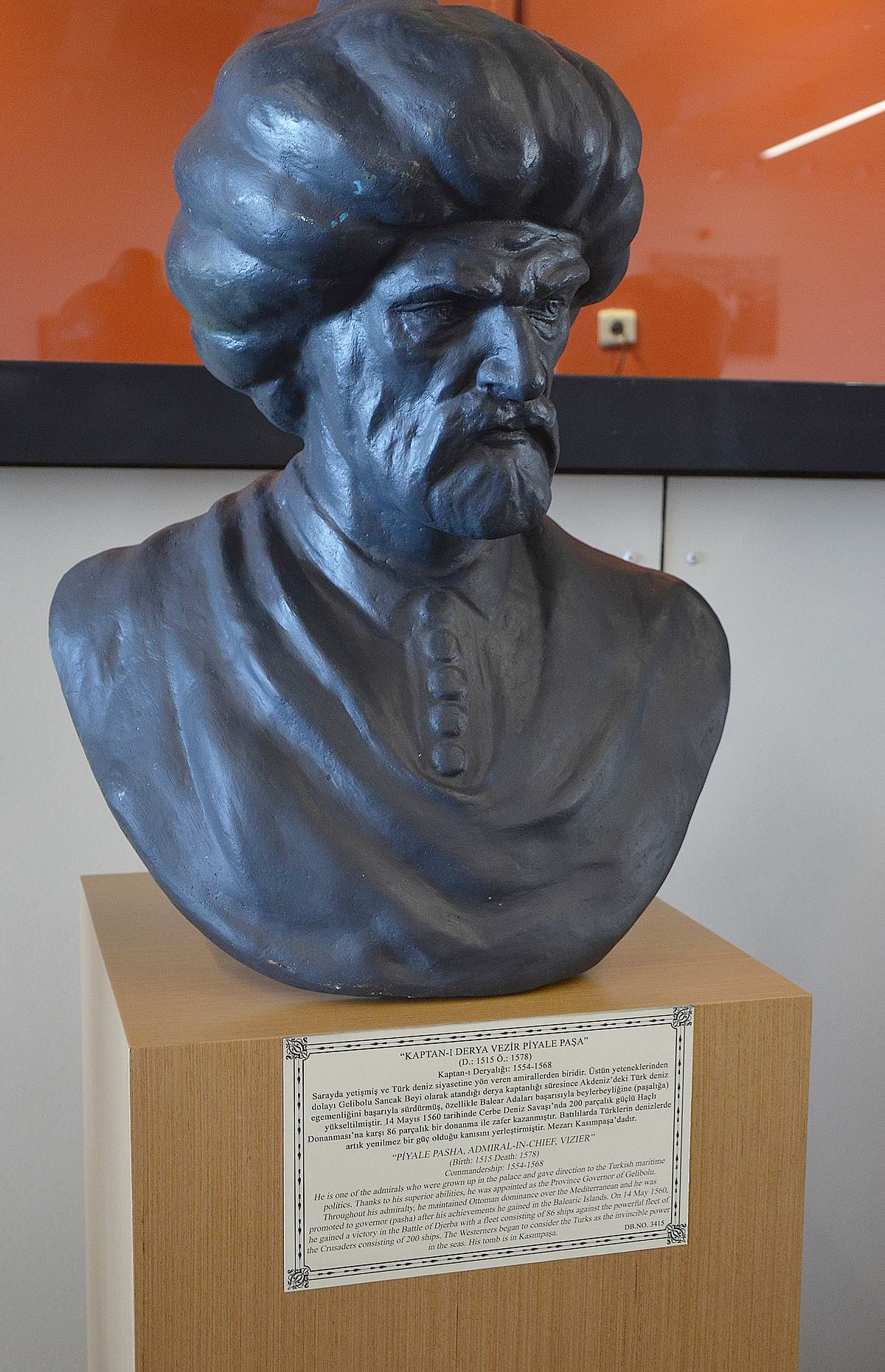
Piyale Pacha
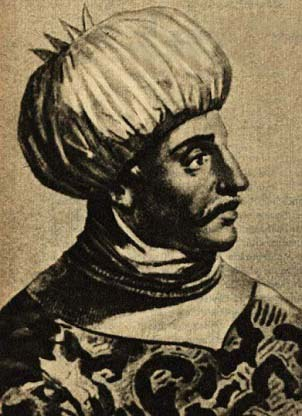
Uluç Ali Paşa
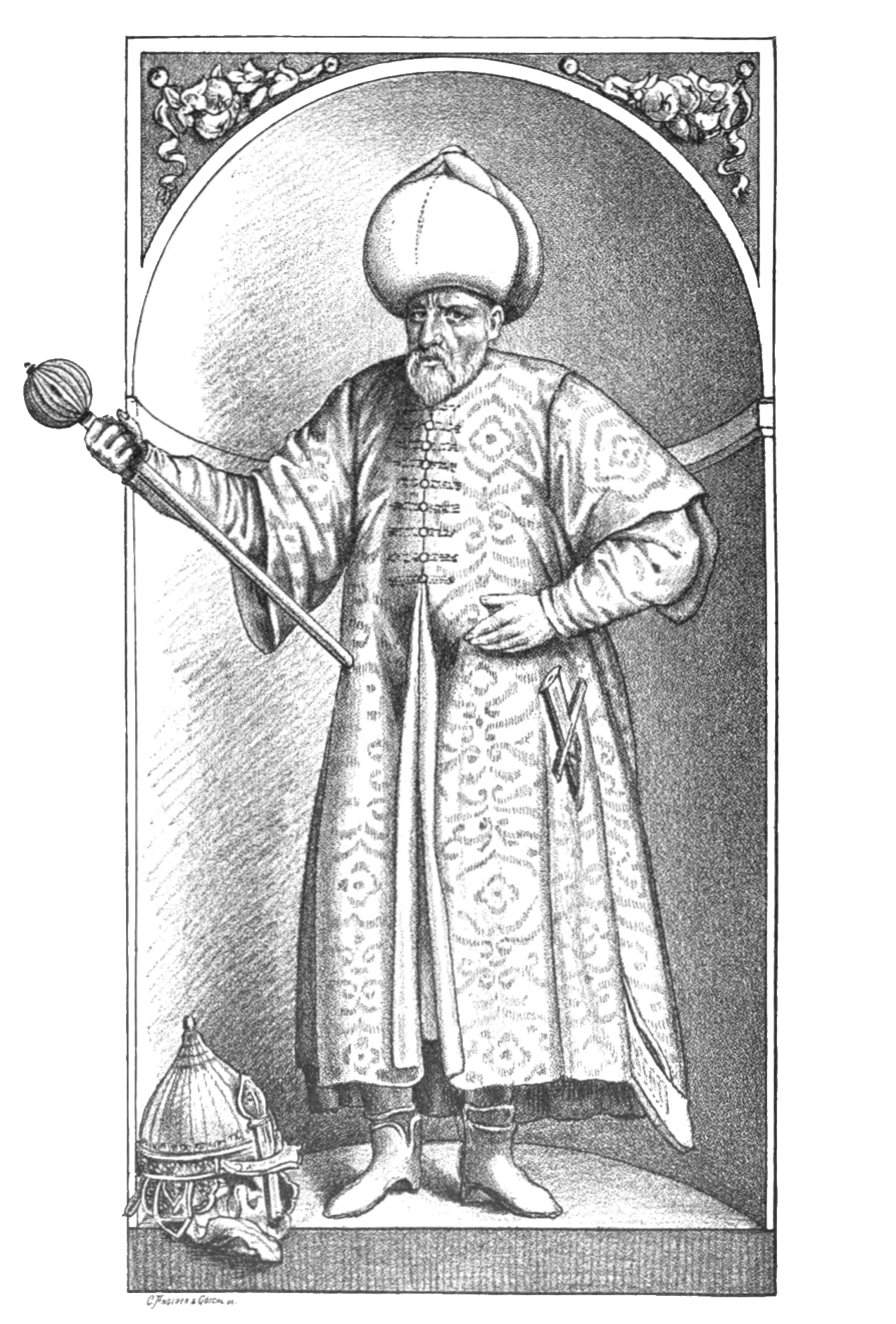
Sokollu Mehmed Pacha
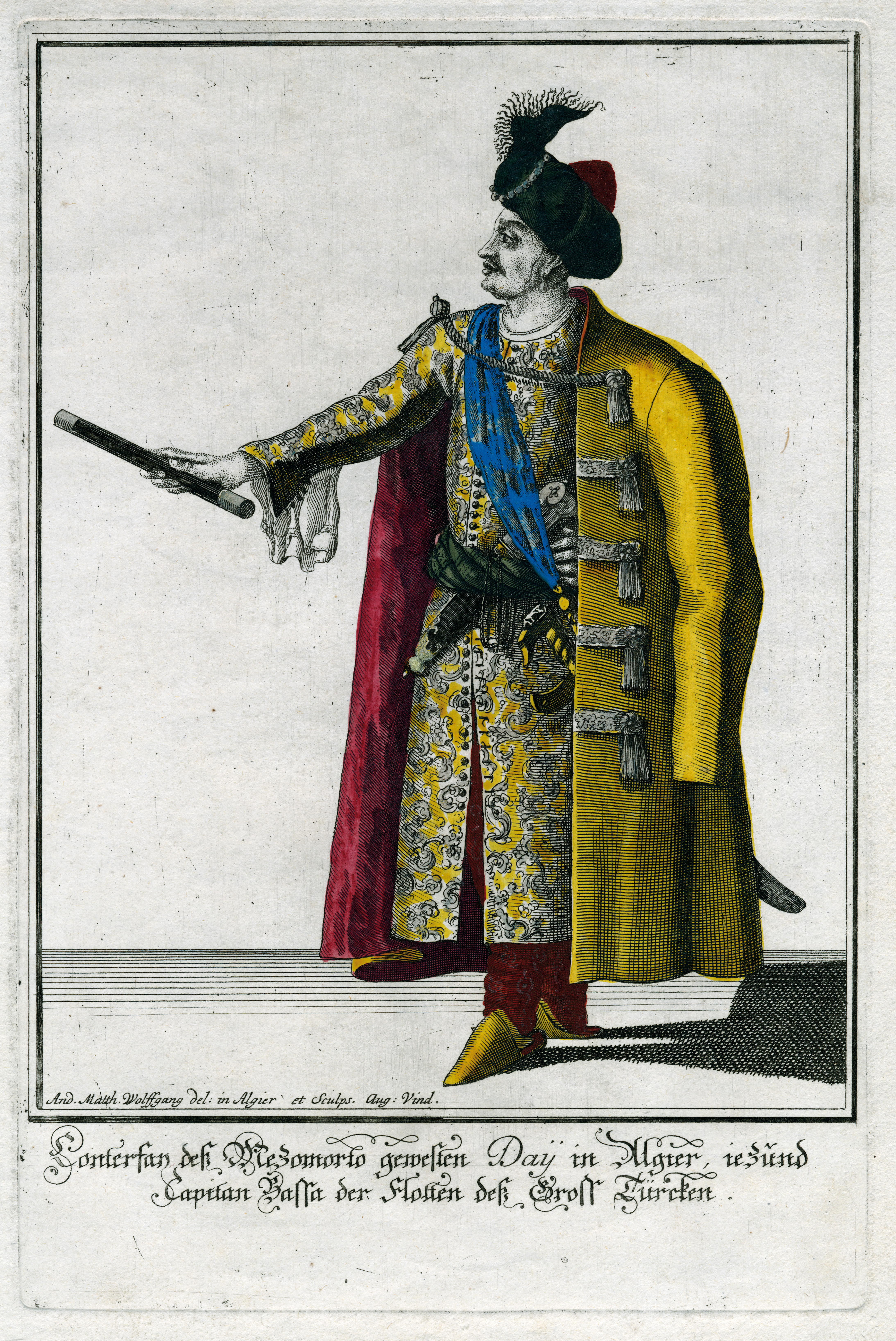
Mezzomorto Hussein Pacha
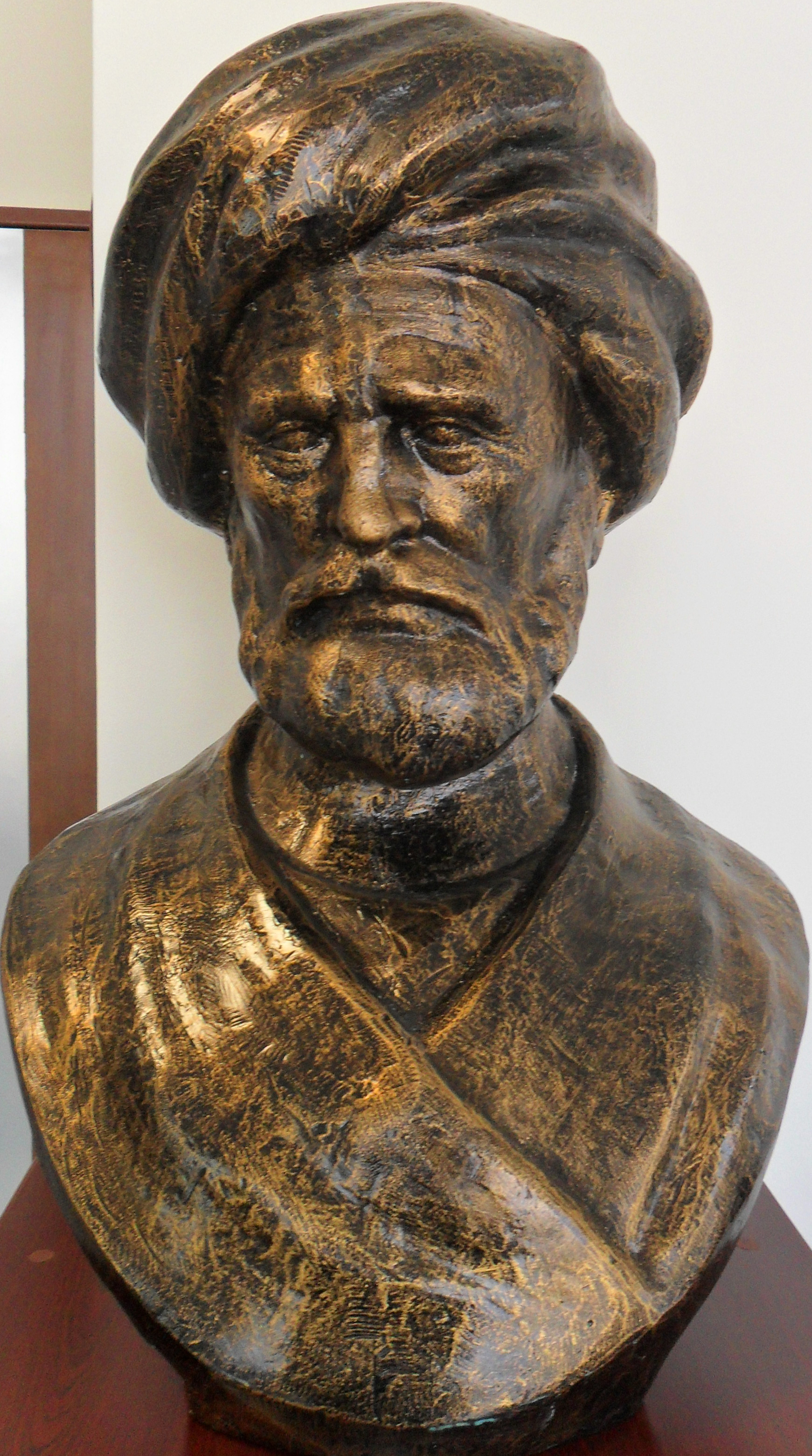
Gazi Hasan Pasha
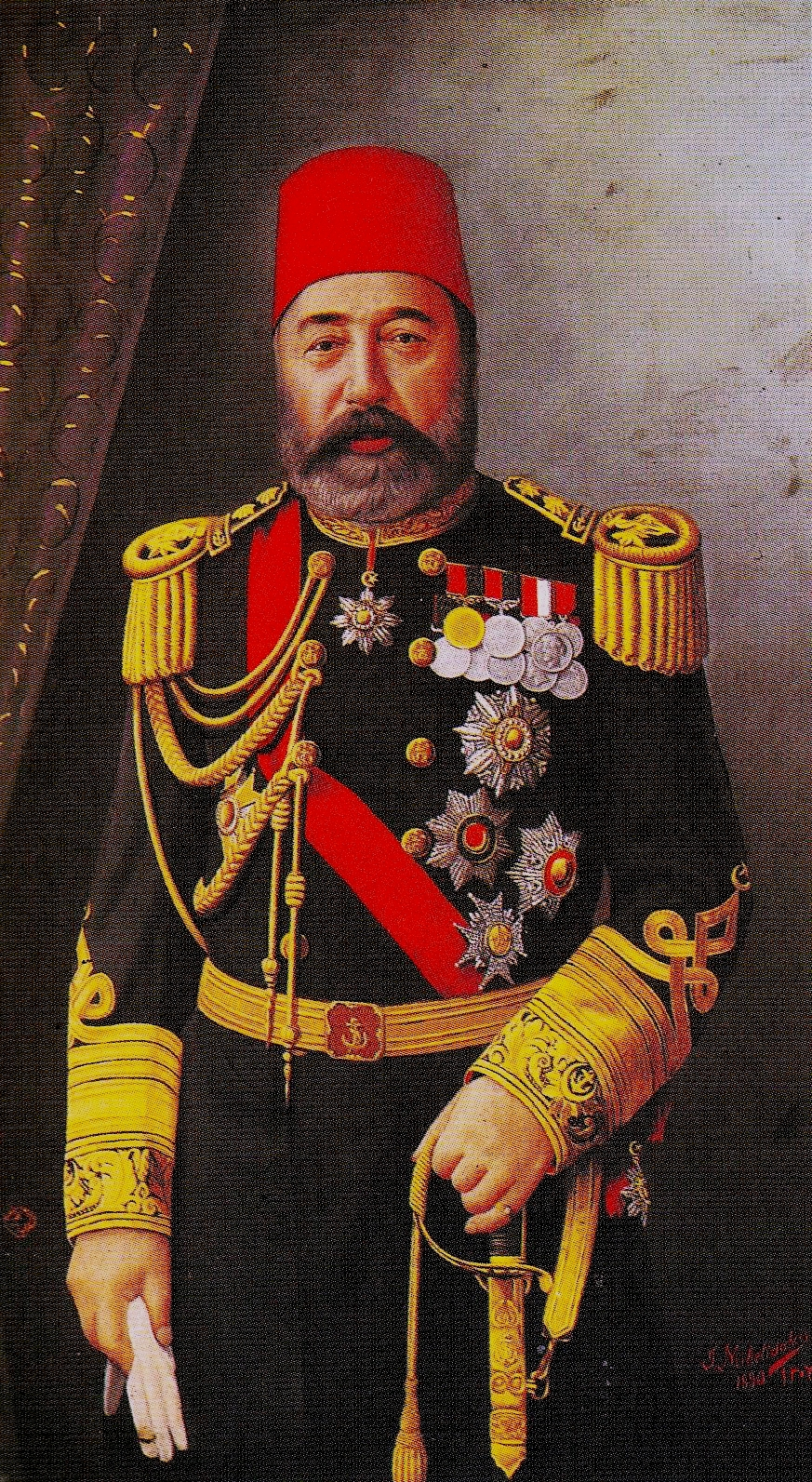
Bozcaadalı Hasan Hüsnü Pasha (1890)
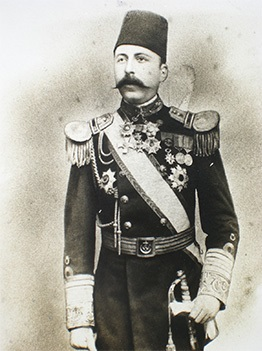
Ali Osman Pasha
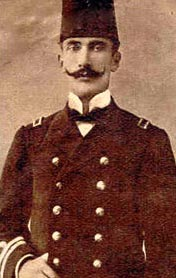
Fuat Hüsnü Kayacan
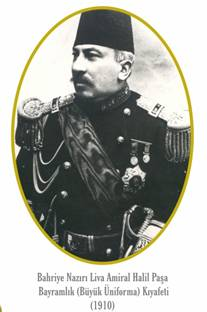
Uniforme naval en 1910
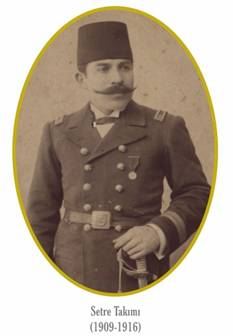
Uniforme naval en 1909–1916
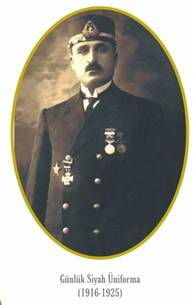
Uniforme naval en 1916–1925
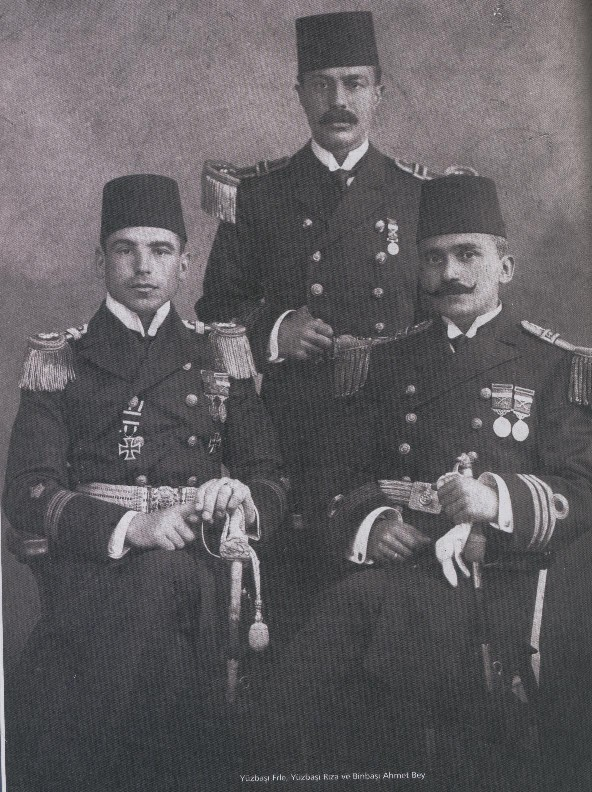
Uniforme naval en 1915
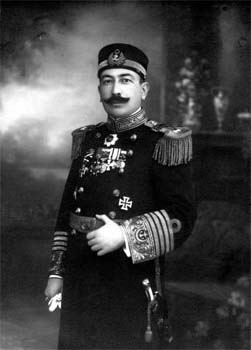
Muzaffer Adil Bey
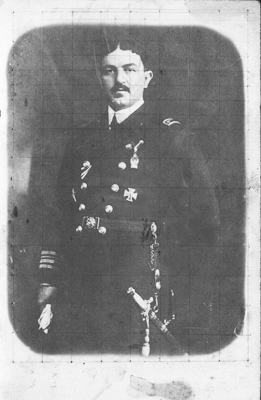
Rauf Orbay
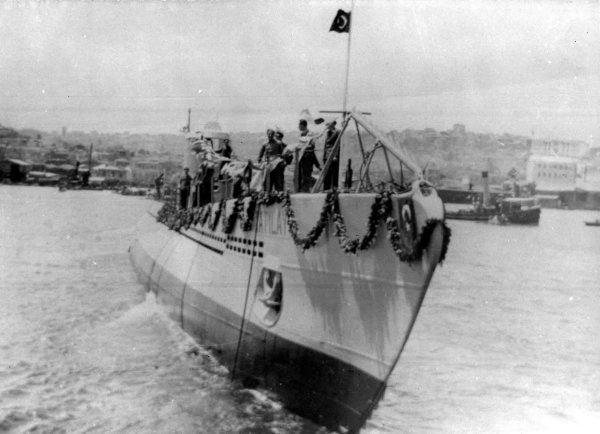
Le TCG Atılay (en), sous-marin de la marine turque, il a coulé après avoir touché une mine datant probablement de la Première Guerre mondiale.

### Histoire contemporaine

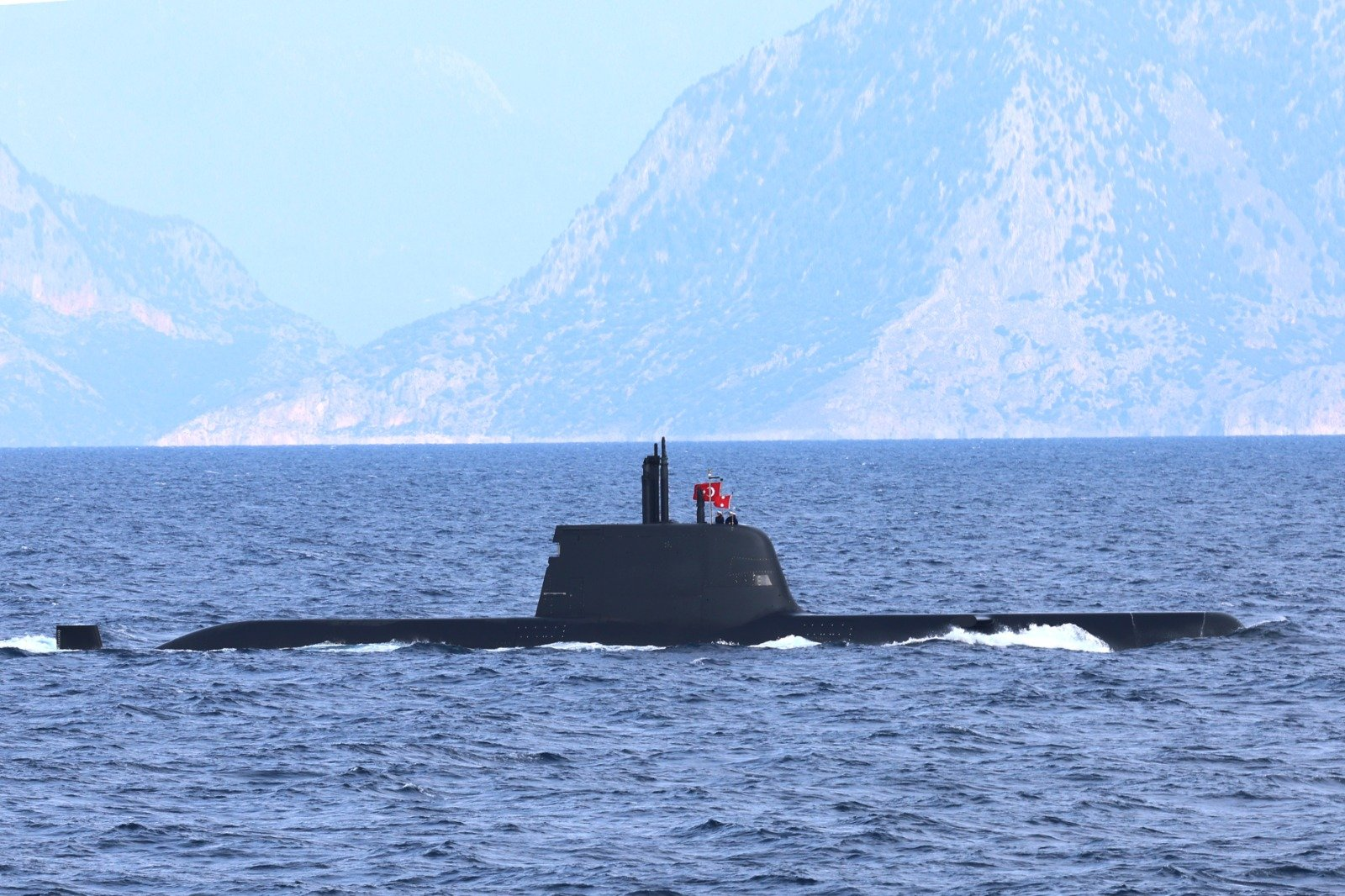
Le TCG Piri Reis (S-330) Type 214, sous-marin anaérobie le plus récent de l’inventaire.

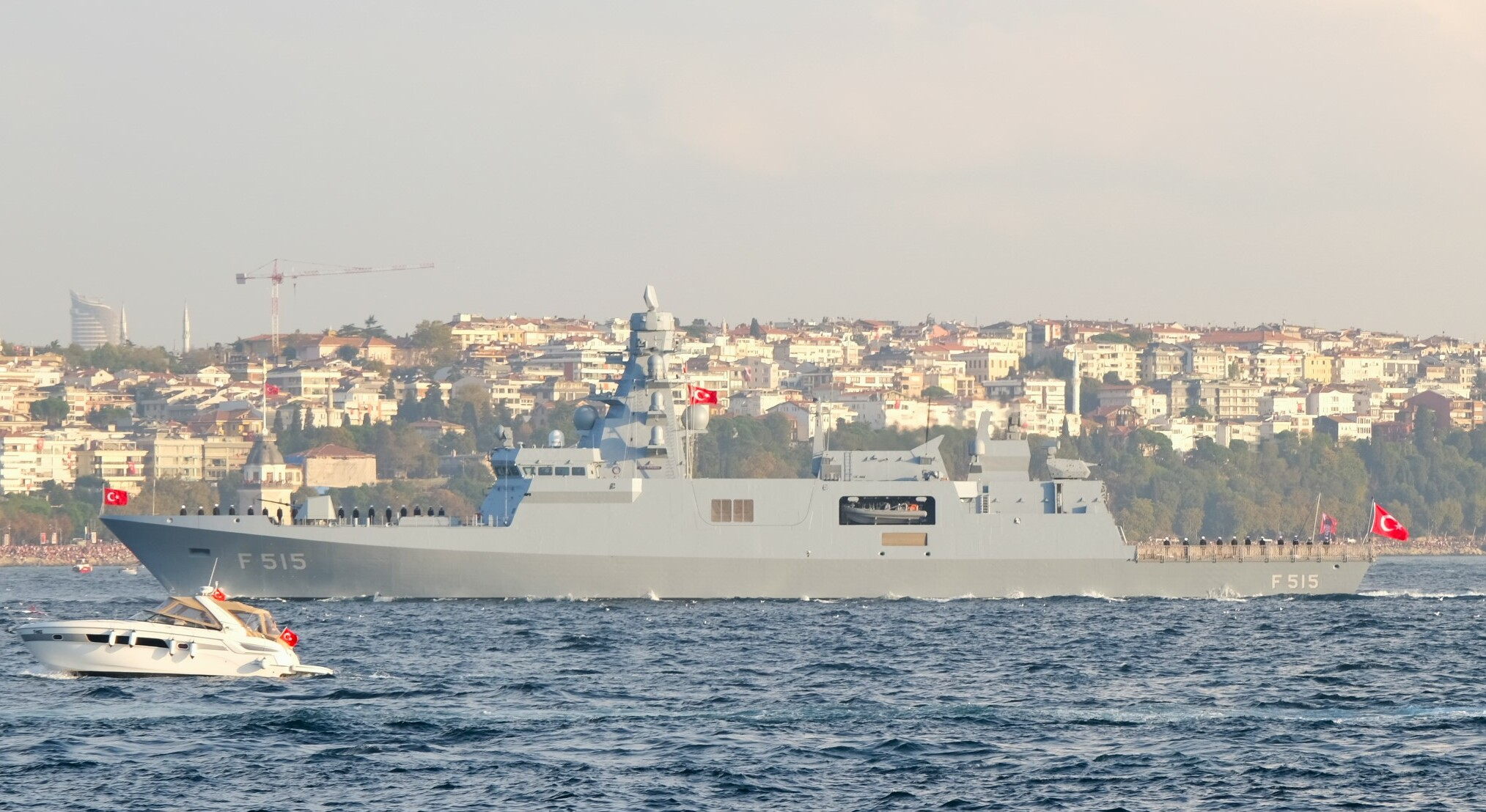
La frégate TCG Istanbul (F-515) de la classe İstif.

Après la disparition de l'Empire ottoman au lendemain de la Première Guerre mondiale, et la création de la Turquie moderne en 1923 avec la guerre d'indépendance de 1918-1922, la marine turque, ayant hérité des navires de guerre vétustes restants de la flotte ottomane, connaît une réforme structurelle et une modernisation.
Après l'entrée de la Turquie dans l'OTAN, elle s'équipe en navires américains de seconde main.
Entre 2001 et 2003 elle achète un total de six corvettes de la classe d'Estienne d'Orves de construction française à la France. Le Bozcaada a été commandé en 2001; le Bodrum, le Bandirma, le Beykoz et le Bartın ont été commandés en 2002 et le Bafra a été commandée en 2003.
Le 26 juillet 2005, les travaux de la construction de la première corvette de conception entièrement nationale, la TCG Heybeliada (classe Ada), a commencé dans les chantiers navals militaires de Tuzla près d'Istanbul. Un total de 14 bâtiments seront construits (corvettes de classe Ada, frégates de classe Istanbul et destroyers de classe TF-2000) dans le cadre du projet intitulé Milgem.
Deux autres patrouilleurs d'attaque rapide de la classe Kılıç-II et trois autres chasseurs de mines de classe A ont été construits au début des années 2000.
En 2011, son effectif est de 55 000 militaires dont Modèle:Unités, 31 000 du contingent et 3 000 fusiliers-marins. 
Au 1er octobre 2012, elle à un tonnage de 106 210 tonnes de batiments de combat réparti entre :
- 14 sous-marins
- 23 frégates
- 1 corvette
- 20 chasseurs et dragueurs de mines
- 27 patrouilleurs lance-missiles
- 23 patrouilleurs
- 3 mouilleurs de mines

Les sous-marins de la classe Reis sont les premiers sous-marins de la marine turque à être dotés d'une propulsion indépendante de l'air (AIP), rendue possible par la technologie des piles à combustible. Les sous-marins peuvent également déployer des torpilles lourdes et des missiles antinavires, et poser des mines contre des cibles, en mer et sur terre. Outre le Piri Reis, cinq autres sous-marins en projet devraient être mis en service d'ici 2027. Les essais en mer du premier sous-marin de la classe Piri Reis, ont commencé le 6 décembre 2022.  L'équipement du deuxième sous-marin du projet, le Hızır Reis, et les phases de production de la coque de deux autres navires sont en cours. En 2015, le chantier naval de Gölcük a lancé un programme de 10 ans pour construire six sous-marins de type 214, connus localement sous le nom de sous-marins de la classe Reis, avec la technologie de ThyssenKrupp Marine Systems d'Allemagne.
Un projet est en cours [Quand ?] pour construire un total de six destroyers de la classe TF-2000, pour l'acquisition d'un transport de chalands de débarquement (LPD) et, le 12 décembre 2006, un total de 6 sous-marins type 214 AIP a été approuvé par le ministère de la Défense turc. La demande d'information émise pour le projet LPD[Quand ?] indique que les navires seront de différentes catégories : un porteur 4 LCM (Landing Craft Mechanical), 27 véhicules d'assaut amphibies (AAV), 2 navires LCPV (Landing Craft véhicules personnels), 1 bateau de commandement et 1 (CPCR). La marine turque a également l'intention d'acquérir 2 nouveaux bâtiments de débarquement de chars (LST), 8 nouveaux chalands de débarquement (LCT), 16 nouveaux patrouilleurs hauturiers (VPO) avec capacité ASM, 2 nouveaux navires de secours et de remorquage (R & T), et 1 nouveau navire-mère de sauvetage de sous-marin (MOSHIP).
Dix amiraux à la retraite sont arrêtés en avril 2021 puis relâché le lendemain pour être sorti de leur devoir de réserve et avoir publiquement critiqué un projet de révision de la Convention de Montreux par le gouvernement de Recep Tayyip Erdogan. Parmi eux figurait le très respecté contre-amiral Cem Gürdeniz, considéré comme étant à l'origine de la doctrine souverainiste dite de la « patrie bleue » prévoyant le rétablissement de la souveraineté turque sur de larges pans de la Méditerranée orientale.
La marine turque est l’une des rares marines dans le monde qui opère sur le Marlin Albatros, un véhicule de surface sans pilote kamikaze conçu par la société Aselsan.
Début novembre 2024, à Villepinte. Deux mois plus tard, jeudi 2 janvier, le ministère de la Défense turque a annoncé, plus discrètement, le lancement simultané de plusieurs projets emblématiques : les constructions du Mugem, premier porte-avions de l’histoire du pays, du futur sous-marin Milden ainsi que du premier destroyer TF-2000, l’un des nouveaux navires du programme Milgem qui inclut aussi des corvettes et des frégates. Ces nouvelles capacités doivent venir renforcer la marine turque, qui dispose déjà de 17 frégates, 13 sous-marins ou encore un récent porte-aéronefs en attendant un deuxième. Soit, au total, davantage de grands bâtiments que ce qu’alignent les marines européennes les plus performantes.

## Organisation
- Commandement de la flotte

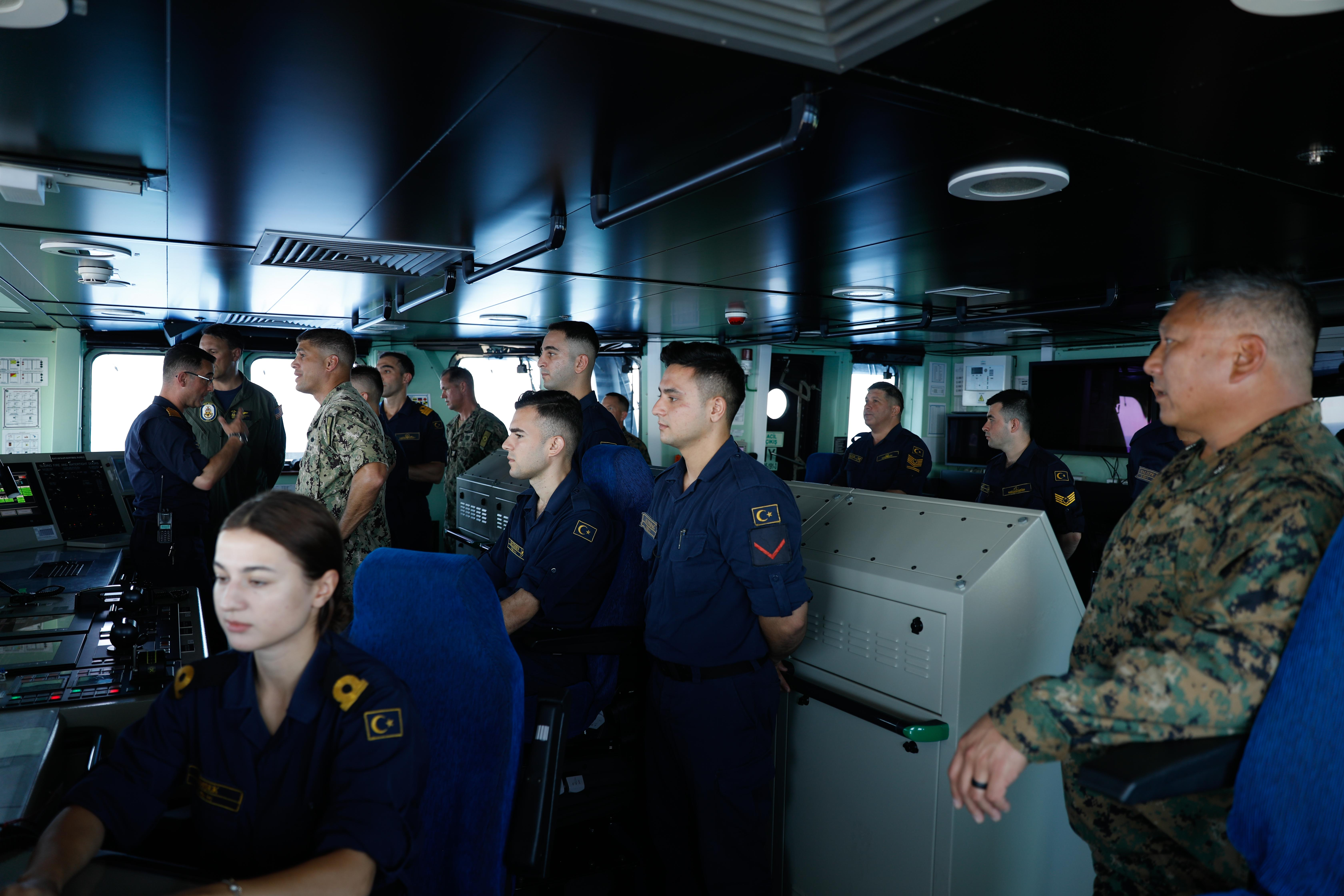
Les hauts responsables américains du groupe amphibie et l’équipage turcs du TCG Anatolie en 2024.

  - Groupe de commandement d'action de surface, Gölcük, Kocaeli
  - Groupe de commandement des sous-marins
  - Groupe de commandement des actions de patrouille, Istanbul
  - Groupe de commandement des actions de mine, base navale d'Erdek (en), Balıkesir
  - Groupe de commandement de soutien logistique, Gölcük, Kocaeli
  - Groupe de commandement de l'aéronavale, base aéronavale Cengiz Topel (en), Kocaeli
- Commandement du secteur de la mer Noire, Istanbul
  - Commandement du secteur du détroit du Bosphore
  - Commandement du secteur du détroit des Dardanelles
  - Commandement de division naval d'hydrographie et d'océanographie
  - Commandement du musée naval, Istanbul
- Commandement du secteur de la mer Méditerranée, İzmir
  - Commandement de la brigade d'infanterie navale, Foça
    - Groupe de commandement des opérations amphibies, Foça

  - Commandement du bataillon d'infanterie navale, İzmir
  - Accompagnement des bateaux de patrouille
  - Base de commandement de la marine, base navale d'Aksaz, Marmaris
- Commandement de la formation navale, Istanbul
  - Académie navale de Tuzla, Istanbul
  - Haute école navale d'Heybeliada, Istanbul
  - Centre de commandement d'entrainement et de formation de Karamürselbey, Yalova

## Principaux matériels en 2025

### Porte-aéronefs
| Classe             | Nombre             | Image              | Navire             | Origine            | Déplacement        | Note               |
| Porte-aéronefs (0) | Porte-aéronefs (0) | Porte-aéronefs (0) | Porte-aéronefs (0) | Porte-aéronefs (0) | Porte-aéronefs (0) | Porte-aéronefs (0) |
| ------------------ | ------------------ | ------------------ | ------------------ | ------------------ | ------------------ | ------------------ |
| MUGEM              | 0                  |                    |                    | Turquie            | 60 000 tonnes      | En construction    |

### Bâtiment de Projection et de Commandement
| Classe                                        | Nombre                                        | Image                                         | Navire                                        | Origine                                       | Déplacement                                   | Note                                          |
| Bâtiment de projection et de commandement (1) | Bâtiment de projection et de commandement (1) | Bâtiment de projection et de commandement (1) | Bâtiment de projection et de commandement (1) | Bâtiment de projection et de commandement (1) | Bâtiment de projection et de commandement (1) | Bâtiment de projection et de commandement (1) |
| --------------------------------------------- | --------------------------------------------- | --------------------------------------------- | --------------------------------------------- | --------------------------------------------- | --------------------------------------------- | --------------------------------------------- |
| TCG Anadolu (L400)                            | 1                                             |                                               | TCG Anadolu (L400)                            | Turquie                                       | 28 000 tonnes                                 | En service                                    |

### Destroyers
| Classe         | Nombre        | Image         | Navire        | Origine       | Déplacement   | Note                                                                 |
| Destroyer (0)  | Destroyer (0) | Destroyer (0) | Destroyer (0) | Destroyer (0) | Destroyer (0) | Destroyer (0)                                                        |
| -------------- | ------------- | ------------- | ------------- | ------------- | ------------- | -------------------------------------------------------------------- |
| Classe TF-2000 | 0             |               |               | Turquie       | 7 000 tonnes  | En construction, 7 navires prévus, mise en service à partir de 2027. |

### Frégates
| Classe          | nombre       | Image        | Navire | Origine      | Déplacement  | Note |
| Frégate (17)    | Frégate (17) | Frégate (17) | Frégate (17) | Frégate (17) | Frégate (17) | Frégate (17) |
| --------------- | ------------ | ------------ | --- | ------------ | ------------ | --- |
| Classe Gabya    | 8            |              | TCG Gaziantep (F-490) TCG Giresun (F-491) TCG Gemlik (F-492) TCG Gelibolu (F-493) TCG Gökçeada (F-494) TCG Gediz (F-495) TCG Gökova (F-496) TCG Göksu (F-497) | États-Unis   | 4 100 tonnes | Version modernisée des anciennes frégates américaines de la classe Perry. Dotées de nouveaux radars et d'un système de gestion des informations tactiques (GENESİS).     |
| Classe Barbaros | 4            |              | TCG Barbaros (F-244) TCG Oruçreis (F-245) TCG Salihreis (F-246) TCG Kemalreis (F-247)                                                                         | Allemagne    | 3 300 tonnes | Issues de la classe Meko 200TN. En cours de modernisation. Changement de radar, d'armement, de système de tir, d'équipement électronique, et refonte totale de la coque. |
| Classe Yavuz    | 4            |              | TCG Yavuz (F-240) TCG Turgutreis (F-241) TCG Fatih (F-242) TCG Yıldırım (F-243)                                                                               | Allemagne    | 3 000 tonnes | Remplacement prévu par les frégates de classe Istanbul. |
| Classe Istanbul | 1            |              | TCG Istanbul (F-515) TCG Izmir (F-516) TCG Içel (F-517) TCG Izmit (F-518) TCG (F-519) TCG (F-520) TCG (F-521) TCG (F-522)                                     | Turquie      | 3 000 tonnes | 1 navire en service, 4 en construction, 3 en projet de construction. |

### Sous-marins
L'Allemagne est le premier exportateur occidental de sous-marins à la Turquie.
| Classe                  | Nombre          | Image           | Navire                                                                                        | Origine           | Déplacement     | Note |
| Sous-marin (13)         | Sous-marin (13) | Sous-marin (13) | Sous-marin (13)                                                                               | Sous-marin (13)   | Sous-marin (13) | Sous-marin (13) |
| ----------------------- | --------------- | --------------- | --------------------------------------------------------------------------------------------- | ----------------- | --------------- | --- |
| Classe Atilay 209/1200  | 4               |                 | TCG Batıray (S-349) TCG Yıldıray (S-350) TCG Doğanay (S-351) TCG Dolunay (S-352)              | Allemagne Turquie | 1 600 tonnes    | Les sous-marins seront retirés après la mise en service de la classe Reis 214TN. |
| Classe Preveze 209/1400 | 4               |                 | TCG Preveze (S-353) TCG Sakarya (S-354) TCG 18 Mart (S-355) TCG Anafartalar (S-356)           | Allemagne Turquie | 1 800 tonnes    | En cours de modernisation |
| Classe Gür 209/1400     | 4               |                 | TCG Gür (S-357) TCG Çanakkale (S-358) TCG Burakreis (S-359) TCG I. İnönü (S-360)              | Allemagne Turquie | 1 800 tonnes    | En cours de modernisation MLU |
| Classe Reis 214TN       | 1               |                 | TCG Piri Reis TCG Hızır Reis TCG Murat Reis TCG Aydın Reis TCG Seydi Ali Reis TCG Selman Reis | Turquie Allemagne | 1 960 tonnes    | le TCG Piri Reis (Type 214) a été mise en service le 24 août 2024 avec 80 % d'intégration nationale. Le TCG Hızır Reis et le TCG Murat Reis sont en construction au sein des chantiers navals militaires de Gölcük.                                                                             |
| MILDEN                  | 0               |                 |                                                                                               | Turquie           | 2 500 tonnes    | Sous-marin anaérobie avec lanceurs de missiles (missiles antinavire et missiles de croisière). Premier en construction depuis le 2 janvier 2025 dans le cadre du projet de sous-marin national nommé « Milden », dans les chantiers navals militaires de Gölcük, construction à partir de 2025. |

### Corvettes
| Classe        | Nombre        | Image         | Navire | Origine       | Déplacement   | Note |
| Corvette (10) | Corvette (10) | Corvette (10) | Corvette (10) | Corvette (10) | Corvette (10) | Corvette (10) |
| ------------- | ------------- | ------------- | --- | ------------- | ------------- | --- |
| Classe Burak  | 6             |               | TCG Bozcaada (F-500) TCG Bodrum (F-501) TCG Bandırma (F-502) TCG Beykoz (F-503) TCG Bartın (F-504) TCG Bafra (F-505) | France        | 1 300 tonnes  | ex-avisos de la classe d'Estienne d'Orves, en cours de modernisation: nouveaux radars de veille 3D Aselsan MAR-D et nouveau radar de conduite de tir Aselsan AKR; nouvelle tourelle de 76mm, nouvelle plate-forme de tir ASW L-UMTAS. |
| Classe Ada    | 4             |               | TCG Heybeliada (F-511) TCG Büyükada (F-512) TCG Burgazada (F-513) TCG Kınalıada (F-514)                              | Turquie       | 2 300 tonnes  | Tous les navires ont été livrés dont le dernier en 2019. |

### Navire de renseignement
| Classe                                  | Nombre                                  | Image                                   | Navire                                  | Origine                                 | Déplacement                             | Note                                                                                                  |
| Navire collecteur de renseignements (1) | Navire collecteur de renseignements (1) | Navire collecteur de renseignements (1) | Navire collecteur de renseignements (1) | Navire collecteur de renseignements (1) | Navire collecteur de renseignements (1) | Navire collecteur de renseignements (1)                                                               |
| --------------------------------------- | --------------------------------------- | --------------------------------------- | --------------------------------------- | --------------------------------------- | --------------------------------------- | --- |
| Classe Ufuk                             | 1                                       |                                         | TCG Ufuk (A-591)                        | Turquie                                 | 2 300 tonnes                            | Corvette livrée vers le milieu de 2020. C'est un navire collecteur de renseignements et de formation. |

### Patrouilleurs
| Classe             | nombre             | Image              | Navire | Origine            | Déplacement        | Note                                                                               |
| Patrouilleurs (30) | Patrouilleurs (30) | Patrouilleurs (30) | Patrouilleurs (30) | Patrouilleurs (30) | Patrouilleurs (30) | Patrouilleurs (30)                                                                 |
| ------------------ | ------------------ | ------------------ | --- | ------------------ | ------------------ | ---------------------------------------------------------------------------------- |
| Classe Tuzla       | 16                 |                    | TCG Tuzla (P-1200) TCG Karaburun (P-1201) TCG Köyceğiz (P-1202) TCG Kumkale (P-1203) TCG Tarsus (P-1204) TCG Karabiga (P-1205) TCG Karşıyaka (P-1206) TCG Tekirdağ (P-1207) TCG Kaş (P-1208) TCG Kilimli (P-1209) TCG Türkeli (P-1210) TCG Taşucu (P-1211) TCG Karataş (P-1212) TCG Karpaz (P-1213) TCG Kdz.Ereğli (P-1214) TCG Kuşadası (P-1215) | Turquie            | 400 tonnes         |                                                                                    |
| Classe Kılıç       | 9                  |                    | TCG Kılıç (P-330) TCG Kalkan (P-331) TCG Mızrak (P-332) TCG Tufan (P-333) TCG Meltem (P-334) TCG İmbat (P-335) TCG Zıpkın (P-336) TCG Atak (P-337) TCG Bora (P-338) | Turquie            | 550 tonnes         |                                                                                    |
| Classe Doğan       | 3                  |                    | TCG Rüzgar (P-344) TCG Poyraz (P-345) TCG Gurbet (P-346) TCG Fırtına (P-347) | Turquie            | 410 tonnes         |                                                                                    |
| Classe Yıldız      | 2                  |                    | TCG Yıldız (P-348) TCG Karayel (P-349) | Turquie            | 430 tonnes         |                                                                                    |
| Classe Hisar       |                    |                    | TCG Akhisar (P-1220) TCG Koçhisar (P-1221) | Turquie            | 2 300 tonnes       | 2 patrouilleurs lourds de haute-mer en construction et 4 autres prévu par la suite |

### Bâtiments de débarquement
| Classe                           | nombre                           | Image                            | Navire | Origine                          | Déplacement                      | Note                                                                              |
| Embarcation de débarquement (35) | Embarcation de débarquement (35) | Embarcation de débarquement (35) | Embarcation de débarquement (35) | Embarcation de débarquement (35) | Embarcation de débarquement (35) | Embarcation de débarquement (35)                                                  |
| -------------------------------- | -------------------------------- | -------------------------------- | --- | -------------------------------- | -------------------------------- | --------------------------------------------------------------------------------- |
| Classe 320                       | 10                               |                                  | TCG Ç-321 (Ç-321) TCG Ç-322 (Ç-322) TCG Ç-324 (Ç-324) TCG Ç-326 (Ç-326) TCG Ç-327 (Ç-327) TCG Ç-329 (Ç-329) TCG Ç-330 (Ç-330) TCG Ç-331 (Ç-331)                                                       | États-Unis Turquie               | 113 tonnes                       | 33 LCM-8 (en) construit au total sous licence en Turquie entre 1965 et 1989.      |
| Classe 140                       | 10                               |                                  | TCG Ç-140 (Ç-140) TCG Ç-141 (Ç-141) TCG Ç-142 (Ç-142) TCG Ç-143 (Ç-143) TCG Ç-144 (Ç-144) TCG Ç-145 (Ç-145) TCG Ç-146 (Ç-146) TCG Ç-147 (Ç-147) TCG Ç-148 (Ç-148) TCG Ç-149 (Ç-149) TCG Ç-150 (Ç-150) | Turquie                          | 600 tonnes                       |                                                                                   |
| Classe 151                       | 8                                |                                  | TCG Ç-151 (Ç-151) TCG Ç-152 (Ç-152) TCG Ç-153 (Ç-153) TCG Ç-154 (Ç-154) TCG Ç-155 (Ç-155) TCG Ç-156 (Ç-156) TCG Ç-157 (Ç-157) TCG Ç-158 (Ç-158)                                                       | Turquie                          | 1 150 tonnes                     |                                                                                   |
| Classe Bayraktar                 | 2                                |                                  | TCG Bayraktar(L-402) TCG Sancaktar (L-403) | Turquie                          | 7 250 tonnes                     |                                                                                   |
| Classe Bey                       | 2                                |                                  | TCG Sarucabey (NL-123) TCG Karamürsel (NL-124) | Turquie                          | 600 tonnes                       |                                                                                   |
| Classe 130                       | 2                                |                                  | TCG Ç-132 (Ç-132) TCG Ç-138 (Ç-138) | États-Unis                       | 600 tonnes                       |                                                                                   |
| Classe Osman Gazi                | 1                                |                                  | TCG Osman Gazi (NL-125) | Turquie                          | 3 700 tonnes                     |                                                                                   |
| Classe YLCT                      | 1                                |                                  | TCG Ç-159 (Ç-159) TCG Ç-160 (Ç-160) TCG Ç-161 (Ç-161) TCG Ç-162 (Ç-162) TCG Ç-163 (Ç-163) TCG Ç-164 (Ç-164) TCG Ç-165 (Ç-165) TCG Ç-166 (Ç-166)                                                       | Turquie                          | 1 165 tonnes                     | Premier lancé le 25 février 2025, doivent être livrés de novembre 2025 a mai 2027 |

### Navires de guerre des mines
| Classe                         | nombre                         | Image                          | Navire | Origine                        | Déplacement                    | Note                           |
| Navire de guerre des mines (8) | Navire de guerre des mines (8) | Navire de guerre des mines (8) | Navire de guerre des mines (8)                                                                                      | Navire de guerre des mines (8) | Navire de guerre des mines (8) | Navire de guerre des mines (8) |
| ------------------------------ | ------------------------------ | ------------------------------ | --- | ------------------------------ | ------------------------------ | ------------------------------ |
| Classe Aydın                   | 6                              |                                | TCG Alanya (M-265) TCG Amasra (M-266) TCG Ayvalık (M-267) TCG Akçakoca (M-268) TCG Anamur (M-269) TCG Akçay (M-270) | Turquie Allemagne              | 550 tonnes                     |                                |
| Classe Yıldız                  | 2                              |                                | TCG Edincik (M-260) TCG Edremit (M-261) TCG Enez (M-262) TCG Erdek (M-263) TCG Erdemli (M-264)                      | France                         | 510 tonnes                     |                                |

### Aviation maritime
| Classe        | Nombre | Image  | Segment | Origine | Note   |        |
| Drones        | Drones | Drones | Drones  | Drones  | Drones | Drones |
| ------------- | ------ | ------ | ------- | ------- | ------ | ------ |
| Bayraktar TB3 | 3      |        | MALE    | Turquie |        |        |

--
| Classe                   | Nombre                   | Image                    | Segment                  | Origine                  | Note                     |                          |
| Patrouille maritime (14) | Patrouille maritime (14) | Patrouille maritime (14) | Patrouille maritime (14) | Patrouille maritime (14) | Patrouille maritime (14) | Patrouille maritime (14) |
| ------------------------ | ------------------------ | ------------------------ | ------------------------ | ------------------------ | ------------------------ | ------------------------ |
| CASA CN-235              | 8                        |                          | Guerre anti-sous-marine  | Turquie Espagne          |                          |                          |
| ATR 72 MPA               | 6                        |                          | Guerre anti-sous-marine  | Turquie Italie           |                          |                          |

--
| Classe                    | Nombre            | Image             | Segment               | Origine           | Note              |                   |
| Hélicoptères (43)         | Hélicoptères (43) | Hélicoptères (43) | Hélicoptères (43)     | Hélicoptères (43) | Hélicoptères (43) | Hélicoptères (43) |
| ------------------------- | ----------------- | ----------------- | --------------------- | ----------------- | ----------------- | ----------------- |
| Sikorsky S-70B-28 Seahawk | 24                |                   | Hélicoptères          | États-Unis        |                   |                   |
| AH-1W                     | 10                |                   | Hélicoptère d'attaque | États-Unis        |                   |                   |
| Agusta-Bell AB-212 ASW    | 9                 |                   | Hélicoptères          | Italie            |                   |                   |

### Navires de support
| Classe                    | nombre                  | Image                   | Navire                                                           | Origine                 | Déplacement             | Note                                                                            |
| Navire ravitailleur (7)   | Navire ravitailleur (7) | Navire ravitailleur (7) | Navire ravitailleur (7)                                          | Navire ravitailleur (7) | Navire ravitailleur (7) | Navire ravitailleur (7)                                                         |
| ------------------------- | ----------------------- | ----------------------- | ---------------------------------------------------------------- | ----------------------- | ----------------------- | ------------------------------------------------------------------------------- |
| Classe Yzb. Güngör Durmuş | 2                       |                         | TCG Yzb. Güngör Durmuş (A-574) TCG Üsteğmen Arif Ekmekçi (A-575) | Turquie                 | 4 000 tonnes            |                                                                                 |
| Classe Albay Hakkı Burak  | 2                       |                         | TCG Albay Hakkı Burak (A-571) TCG Yüzbaşı İhsan Tulunay (A-572)  | Turquie                 | 3 200 tonnes            | Entré en service en 1999 et 2000                                                |
| Classe Akar               | 2                       |                         | TCG Akar (A-580) TCG Yarbay Kudret Güngör (A-595)                | Turquie                 | 19 350 tonnes           | Entré en service en 1987 et 1995                                                |
| Classe Derya              | 1                       |                         | TCG Derya (A-1590)                                               | Turquie                 | 26 000 tonnes           | Navire de soutien au combat de ravitaillement maritime entré en service en 2024 |

## Navire-musée
- TCG Uluçalireis (S-338), au Musée Rahmi M. Koç à Istanbul